# HE 1327-2326
Désignations
HE 1327-2326 est une étoile de magnitude 13,55 située dans la constellation de l'Hydre femelle.
Découverte en 2005, son analyse chimique a montré que sa métallicité (mesurée par le rapport [Fe/H]) est de −5,6, soit une abondance en métaux plus de 200 000 fois inférieure à celle du Soleil. En 2019, une étude montre que sa teneur en zinc est anormalement élevée avec un rapport [Zn/Fe] de 0,8 ± 0,25, c'est-à-dire environ 6,3 fois plus que dans le Soleil. Cette observation surprenante pourrait être le signe de l'existence de supernovas à symétrie non sphérique parmi les étoiles de population III.
Elle appartient à la population II.